# Parting the Sea Between Brightness and Me
Parting the Sea Between Brightness and Me è il secondo album in studio del gruppo musicale statunitense Touché Amoré, pubblicato nel 2011. È arrivato alla 16ª posizione nella Top Heatseekers.

## Tracce
Testi e musiche di Jeremy Bolm.
1. ~ – 1:29
2. Pathfinder – 1:06
3. The Great Repetition – 1:48
4. Art Official – 1:38
5. Uppers/Downers – 1:06
6. Crutch – 1:11
7. Method Act – 1:53
8. Face Ghost – 2:20
9. Sesame – 1:06
10. Wants/Needs – 1:49
11. Condolences – 1:47
12. Home Away From Here – 1:50
13. Amends – 1:44

## Formazione
- Elliot Babin - batteria, pianoforte
- Jeremy Bolm - voce
- Tyler Kirby - basso, cori
- Nick Steinhardt - chitarra
- Clayton Stevens - chitarra
- Ed Rose - ingegneria del suono, missaggio, produzione